# HMS Glory (1899)
Корабль Его Величества «Глори» (англ. HMS Glory) — эскадренный броненосец типа «Канопус» британского Королевского флота, разработан для службы в Азии.
«Глори» и пять её систершипов (однотипных кораблей) были меньше и быстрее, чем броненосцы предыдущего типа «Маджестик», но сохранили такую же батарею из четырёх 12-дюймовых (305 мм) орудий. Их цементированная крупповская броня была тоньше, но эффективнее в отношении по весу чем гарвеевская броня, установленная на «Маджестиках». Броненосец был заложен на верфи компании Laird Brothers в Биркенхеде в декабре 1896 года, спущен на воду в марте 1899 года, вступил в строй в ноябре 1900 года.
Большую часть службы в мирное время «Глори» провёл на заморской службе. С 1901 по 1905 «Глори» служил на Китайской станции, после чего вернулся в британские воды, где недолгое время служил в составе Флота Канала, а затем во флоте метрополии с конца 1905 по 1907. После ремонта в 1907 году корабль был отправлен на Средиземноморский флот, где оставался до апреля 1909 года. Затем броненосец снова вернулся в Британию, где был переведён в резерв. После начала Первой мировой войны в августе 1914 года вновь введён в строй, приписан к 8-й эскадре линейных кораблей.
В октябре 1914 года «Глори» передан Североамериканской и Вест-Индской станции, где служил флагманом эскадры. В июне 1915 года корабль был переведён на Средиземное море, где принял участие в Дарданелльской кампании, хотя и мало участвовал в боях, поскольку экипаж был переведён на берег для поддержки войск, участвующих в Галиполийской кампании. В августе 1916 года «Глори» был отправлен в Мурманск, для поддержки британских усилий по удерживанию порта, жизненно важного для доставки грузов на Восточный фронт. Затем корабль служил флагманом Британской северороссийской эскадры, участвующей в интервенции в советской России. К этому времени он был последним британским додредноутом, находящимся на активной службе. В конце 1919 года броненосец вернулся в Британию, был снят со службы и в 1920 году был переименован в HMS Crescent; в декабре 1922 года корабль продали на слом.

## Конструкция
«Глори» и пять его систершипов (однотипных кораблей) были созданы для службы в Восточной Азии, где Японская империя начала строить мощный флот. Тем не менее, скоро роль этих кораблей оказалась снижена после заключения англо-японского союза в 1902 году. Корабли должны были быть меньше, легче и быстрее чем их предшественники: броненосцы типа «Маджестик». «Глори» была длиной в 421 фута 6 дюймов (128,47 м), шириной в 74 фута (23 м), осадка составляла 26 фута 2 дюйма (7.98 м). Водоизмещение составляло 13.150 длинных тонн (13.360 тонн), при полной загрузке — 14.300 длинных тонн (14.500 тонн). Экипаж корабля составлял 682 человека.
Корабли типа «Канопус» приводились в движение парой трёхцилиндровых паровых машин тройного расширения, пар для их работы образовывался в 12 котлах системы Бельвиля. Это были первые британские линкоры с водотрубными котлами, производившими больше пара при меньших расходах по весу по сравнению с газотрубными котлами, используемых на кораблях ранней постройки. Благодаря новым котлам появилась возможность располагать трубы продольно, а не рядом как на многих предыдущих британских линкорах. Корабли типа «Канопус» проявили себя как ходкие пароходы, с высокой скоростью для броненосцев того времени — 18 узлов (33 км/ч) с указанной мощностью в 13.500 лошадиных сил (10.100 кВт) на два узла быстрее чем броненосцы типа «Маджестик».
«Глори» располагала основной батареей из четырёх 12-дюймовых (305 мм) орудий длиной в 35 калибров, размещённых в двухорудийных башнях в носовой и кормовой частях корабля. Орудия были установлены на круговых барбетах, что позволяло заряжать их со всех сторон, хотя и на фиксированной высоте. Батарея среднего калибра состояла из двенадцати шестидюймовых (152 мм) орудий длиной в 40 калибров установленных в казематах. Также корабль располагал десятью 12-фунтовыми орудиями и шестью 3-фунтовыми орудиями для защиты против торпедных катеров. Как обычно для броненосцев того времени корабль был оснащён четырьмя 18-дюймовыми (457 мм) торпедными трубами, погруженными в корпус, по два на каждом борте рядом с носовым и кормовым барбетом.
Для уменьшения веса «Глори» несла меньше брони чем броненосцы типа «Маджестик». Броневой пояс был в 6 дюймов (152 мм) а у «Маджестков» 9 дюймов (229 мм), хотя на «Маджестиках» стояла гарвеевская броня а на «Канопусах» — крупповская, поэтому проигрыш в защищённости был не настолько большим, поскольку крупповская броня при заданном весе была прочнее гарвеевской. Также остальная броня была тоньше чем на «Маджестиках», переборки были защищены бронёй от 6 до 10 дюймов (от 152 до 254 мм). Броня на орудийных башнях главного калибра была в 10 дюймов, барбеты имели броню в 12 дюймов (305 мм). Батарея в казематах были защищена 6-дюймовой крупповской сталью. Броня боевой рубки была в 12 дюймов. «Глори» имела две бронепалубы толщиной в 1 и 2 дюйма (25 и 51 мм) соответственно.

## Служба
«Глори» была заложена на верфи компании Laird Brothers в Беркенхеде 1 декабря 1896 года. Корабль был спущен на воду 11 марта 1899 года и вошёл в строй 1 ноября 1900 года для службы на Китайской станции. 24 ноября 1900 года корабль под командованием капитана Фредерика Инглфилда покинул Британию и отправился в Китай. В ходе шторма у Гонконга 17 апреля 1901 года «Глори» столкнулась с броненосцем «Центурион», задевшим её нос, но «Глори» не пострадала. В июне 1901 года вице-адмирал сэр Киприан Бридж, собиравшийся сменить главнокомандующего Китайской станции, поднял свой флаг на корабле. Капитан Артур Уильям Картер сменил Инглфилда. В 1901—1902 годах корабль прошёл ремонт в Гонконге. В ноябре 1902 года «Глори» посетила Шанхай. В апреле 1903 года «Глори» и бронепалубный крейсер «Бленхейм» посетили военно-морской смотр, проведённый японским императором Мейдзи в Кобе, Япония. Кроме британских кораблей на смотре присутствовали итальянский бронепалубный крейсер «Калабрия», германский бронепалубный крейсер SMS Hansa, французский бронепалубный крейсер «Паскаль» и российский бронепалубный крейсер «Аскольд». В 1905 году Великобритания и Япония ратифицировали союзный договор, по которому сократилось присутствие Королевского флота на Китайской станции, всем броненосцам было приказано возвращаться в Британию. «Глори» была отозвана из Китая в июле 1905 года и 22 июля 1905 года покинула Гонконг.
«Глори» вошла в строй, находясь в Портсмуте 2 октября 1905 года. Корабль вернулся к службе 24 октября 1905 года для службе на флоте Канала 31 октября 1906 года корабль был переведён в Портсмутскую резервную дивизию, в январе 1907 года это формирование стало Портсмутской дивизией в составе новосозданногого Флота метрополии. С марта по сентябрь 1907 года корабль прошёл ремонт в Портсмуте. получила система управления огнем и охлаждение магазина. Был проведён капитальный ремонт оборудования и котлов, установлена система управления огнем и охлаждение складов боезапаса. 18 сентября 1907 года «Глори» вошла в строй, находясь в Портсмуте, и была переведена на службу в резерве, с минимальным экипажем в составе 4-й дивизии Хоум-флита в Норе. В мае 1912 года, находясь на якорной стоянке Нор, корабль вошёл в состав третьего флота и в апреле 1913 года был переведён в Портсмут.

### Первая мировая война
С началом Первой мировой войны в августе 1914 года «Глори» вошла в состав восьмой боевой эскадры Флота Канала, базирующейся в Девенпорте, но 5 августа 1914 года была выведена из Флота Канала и отправлена на службу в Галифакс (Новая Шотландия) в качестве корабля охранения и поддержки крейсерской эскадры Североамериканской и Вест-Индской станции. 17 августа «Глори» прибыла в Галифакс. Командующий станцией адмирал Роберт Горнби поднял свой флаг на «Глори». В октябре 1914 года «Глори» сопровождала конвой канадских войск, 5 октября броненосец встретил корабли конвоя у мыса Кейп-Рейс и три дня прикрывала конвой. 8 октября «Глори» и другие корабли эскадры оставили конвой, на охране конвоя их сменили линейный крейсер «Принцесс Ройял» и броненосец «Маджестик». В середине ноября после разгрома эскадры сэра Кристофера Крэдока у г. Коронель, Королевский флот начал перебрасывать военные корабли на юг, чтобы встретить германскую Восточноазиатскую эскадру, когда она обогнула мыс Горн и вышла в Атлантику. «Глори» первоначально получила приказ идти на юг на соединение с броненосным крейсерами «Ланкастер», «Эссекс» и «Бервик» и французским броненосным крейсером «Конде». Однако выход «Глори» была отложен, поскольку броненосный крейсер «Саффолк», получивший приказ оставаться в Нью-Йорке для наблюдения за немецкими лайнерами в порту, потребовал капитального ремонта.
В феврале 1915 года эскадра Северной Америки и Вест-Индии состояла из броненосца «Глори», шести крейсеров и одного вооружённого коммерческого парохода. В мае 1915 года корабль был переведён на Средиземное море для участия в Дарданелльской кампании. В июне 1915 года «Глори» прибыла к Дарданеллам. К этому времени британский и французские флоты в феврале, марте и в апреле уже предприняли попытки прорваться в пролив, сухопутные войска высадились на берег. Поэтому «Глори» сравнительно мало участвовала в боях. Также «Глори» была выбрана для отправки большой части её экипажа на берег, для помощи в организации высадки и распределения оружия и боезапаса. Поэтому экипаж «Глори» был не полон и она не могла участвовать в высадке в заливе Сувла в августе. «Глори» также не вела артиллерийских обстрелов до начала октября, пока она не присоединилась к броненосцу «Принц Георг» для обстрела османских позиций у Галиполи. В конце 1915 года корабль покнинул Дарданеллы и 4 января 1916 года присоединился к патрулю Суэцкого канала на Средиземном море. В апреле 1916 года броненосец вернулся в Великобританию и отправился на ремонт в Портсмут, продлившийся до июля 1916 года..

### Советская Россия
1 августа 1916 года «Глори» вновь вошла в строй, став флагманом британской северороссийской эскадры контр-адмирала Томаса Кемпа куда входили также бронепалубный крейсер HMS Vindictive и шесть тральщиков. Часть её орудий была демонтирована чтобы увеличить жилое пространство для Королевской морской пехоты. «Глори» базировалась в Архангельске, для защиты доставок груза для Белой армии. После революции 1917 года задача эскадры заключалась в предотвращении попадания доставленных грузов в руки Красной Армии. Тем не менее, Кемпу удавалось поддерживать хорошие отношения с местными лидерами коммунистов. 6 марта 1918 года Кемп заключил соглашение с мурманскими властями, по которому отправил с «Глори» отряд в 130 морских пехотинцев для помощи в обороне города против ожидаемого вторжения соседней Финляндии. Для усиления отряда с броненосца были отправлены ещё люди с пулемётами, а с броненосного крейсера «Кохрейн» была передана 12-фунтовая пушка. Финские войска попытались захватить соседнюю Печенгу в качестве первого шага для наступления на Мурманск, но атака провалилась, после того как «Кохрейн» отправил морских пехотинцев и оказал артиллерийскую поддержку защитникам Печенги. Финские войска более не угрожали Мурманску.
«Глори» оставалась на русском Севере в ходе интервенции в Советскую Россию в конце 1918 года и в 1919 году. К этому времени она был последним британским додредноутом, находящимся на активной службе . В сентябре 1919 года броненосец вернулся в Британию. 1 ноября 1919 года корабль прибыл в Ширнесс для технического обслуживания. В апреле 1920 года «Глори» была переименована в HMS Crescent и 1 мая 1920 года была переведена в Росайт для службы в качестве плавучей базы. 17 сентября 1921 года «Крешент» был внесён в список на списание а 19 декабря 1922 года продан на металл.